# Dragoslav Sobotka
Dragoslav Sobotka je diplomirani građevinski inženjer i pukovnik u penziji, češkog porekla. 
Rođen 1914. godine. Osnovnu školu je pohađao u Užicu, gde je njegov otac kao inženjer na železnici gradio poznatu "Šargansku osmicu". Od 1935. godine je član Akademskog aero-kluba, čiji je sekretar i blagajnik bio 1936. i kao student obavljao dužnost sekretara Jedriličarske škole na Zlatiboru od 1936. do 1940. godine, gde je postao pilot-jedriličar položivši sva tri ispita – A, B i C i motorni pilot. Na Međunarodnoj vazduhoplovnoj izložbi, održanoj 1938. godine na Starom sajmištu u Beogradu, Sobotka je učestvovao kao organizator i stručni konsultant. Učesnik je NOR-a i nakon oslobođenja zemlje učestvovao je u gradnji većeg broja značajnih objekata i bio je glavni projektant velikog broja objekata za civilne i vojne potrebe. Njegovo životno delo kao građevinskog inženjera je projekat podzemnog aerodroma "Željava" kod Bihaća, koji je pripadao redu najvećih vojnih aerodroma u Evropi i bio je drugi aerodrom tog tipa u Evropi (posle aerodroma u Švedskoj). 
Preminuo je u Beogradu 5. decembra 2008. godine.